# Luneta (fortificação)

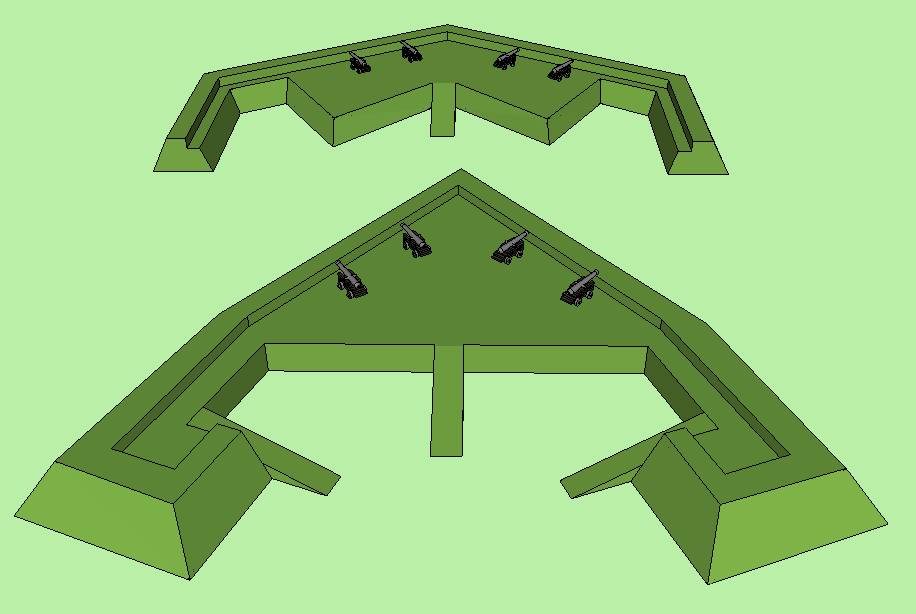
Dois tipos diferentes de luneta

Na área da fortificação, uma luneta era originalmente um produto externo em forma de meia-lua; mais tarde, tornou-se um redente com flancos curtos, em traços semelhantes a um baluarte destacado, sem cortinas de cada lado. Se o local a defender possuía grande importância, a luneta era substituída por uma obra coroa ou uma obra corna. Algumas fortificações da ilha da Madeira, como os fortes do Amparo, Graça, Ribeira Brava e Porto Moniz, foram citados por António Pedro de Azevedo como lunetas.
Um exemplo histórico notável de uma luneta foi a usada na Batalha do Álamo em San Antonio, Texas, em março de 1836. Outro foram os flèches de Bagration, na Batalha de Borodino, em 1812.